# Строитель (стадион, Уфа)
Стадион «Строитель» (ранее — треста «Башнефтезаводстрой»; спортивного общества «Труд») — спортивный стадион у парка нефтехимиков в Черниковке города Уфы. Второй из трёх крупных футбольных стадионов (имени Н. Ф. Гастелло и «Нефтяник») города, который до сих пор полностью не реконструирован, и с высоким уровнем износа.
Вместе со стадионом «Труд», с 1960-х вплоть до начала 1980-х, являлись одним из основных мировых центров развития спидвея, а сам стадион — мотогонок на льду.
На стадионе в 1959–1976 базировался футбольный клуб «Строитель».

## Характеристика
Имеет футбольное поле 100×65 м, стационарные деревянные трибуны на 8000 мест; гаревое футбольное поле 100×57 м, спортивный зал 39×6 м, тир, городошную площадку, картодром.
На базе стадиона функционирует Центр технических видов спорта имени Г. Кадырова, и действует спортивная школа олимпийского резерва № 26, которая использует как спортивный зал здание летнего кинотеатра в парке нефтехимиков, а стадион как открытую площадку для занятий.

## История
Открыт в 1959. Реконструирован в 1965 по проекту А. С. Дмитриенко для проведения соревнований по мотогонкам на льду.
В 2005 проведена реконструкция для проведения соревнований по спидвею.
Ныне стадион передан, вместе с Центром шорт-трека, Управлению по физической культуре и спорту городского округа город Уфа.

#### Реконструкция
Во второй половине 2000-х стадион ждала реконструкция, с увеличением мест на трибунах до 12000 (стационарные на около 8000 мест и сборно-разборные на около 4000), которая должна была завершиться в 2014.
В 2017 откорректированный проект реконструкции прошёл экспертизу и получил положительное заключение.
В 2019 стоимость полной реконструкции, с проектом трибун на 8640 мест, оценивалась в 1,8 млрд рублей; на 8400 — в 1,7 млрд.

#### Матчи и соревнования
На стадионе проводились: матчи чемпионатов СССР по футболу в 1959–1976 и чемпионатов России по футболу в 1992–1995, а в 1965 — товарищеский матч по футболу между двумя сборными командами — РСФСР и, олимпийской, Японии; финалы (в 1966–1968, 2004, 2007, 2009, 2012) и полуфиналы (в 1969–1974, 1976, 1978, 2002, 2005) чемпионатов мира по мотогонкам на льду, финалы чемпионатов Европы по мотогонкам на льду (в 2003, 2010, 2013, 2016), а с 1962, многократно — отборочные и финальные соревнования чемпионатов СССР по мотогонкам на льду, чемпионатов России по мотогонкам на льду и чемпионатов Кубка СССР, Кубка РСФСР и Кубка России по мотогонкам на льду.